# Kashima-shinryū
Kashima-shinryū (jap. 鹿島神流) – jedna z tradycyjnych, japońskich szkół sztuk walki o ponad 500-letniej tradycji. Zaliczana jest do tak zwanej "starej tradycji" (koryū-bujutsu).

## Historia
Szkoła została założona w XV w. przez Kunii Genpachirō Kagetsugu i Matsumoto Bizen-no-kami. Pierwszy z nich nosił tytuł sōke, czyli założyciela, a drugi tytuł shihanke, który jest właściwy tylko dla szkoły Kashima-shinryū i jest równoznaczny z sōke, ale oznacza "głowę domu instruktorów".
Taki podział powodował, że aż do osiemnastego wieku certyfikaty mistrzowskie nadawane były zarówno przez sōke, który to tytuł należy do rodziny Kunii, aż do dziś, jak i przez shihanke, dopiero Kunii Taizen, syn Yoshinoriego, otrzymał obydwa certyfikaty z rąk ojca, jak i Ono Shigemasy, jedenastego shihanke, unifikując w ten sposób obie linie.
W XX w. osiemnasty sōke Kunii Zen zreformował tradycję szkoły, koncentrując się na sztuce szermierki. Rozdzielił też funkcję sōke i shihanke, przekazując tę drugą w ręce Seki Humitake (wł. zapis współczesny Fumitake).
Obecnie szkoła Kashima-shinryū jest nauczana między innymi przez Christiana Tissier, a w Polsce w wielu szkołach aikido działających w ramach PFA.

## Cechy charakterystyczne dla szkoły
Kashima-shinryū jest szkołą sztuk walki, a nie oddzielną sztuką. W skład wchodzą szermierka mieczem, sztuka dobywania miecza (czasami nazywana iaidō), szermierka mieczem, szermierka kijem, sztuka walki bez broni, sztuka walki sierpem(kama) oraz kilka innych nauk wymaganych w tradycyjnej edukacji samuraja.
Po reformie Kunii Zen szkoła ograniczyła się do nauczania szermierki. Głównym elementem jest filozofia ichi-no-tachi. Termin ten można tłumaczyć "najważniejsza jest pozycja szermiercza". Stąd też w nauce duży nacisk kładzie się na prawidłową pozycję adepta.
Podstawą treningu jest pięć zestawów kata składających się na kumitachi. Pierwsze kata wykonuje się za pomocą drewnianego miecza bokuto wyposażonego w gardę (tsuba), pozostałe za pomocą fukuro-shinai (shinai dodatkowo obciągnięty skórą). Zapewnia to bezpieczeństwo ćwiczących.

## Listasōkeishihanke
| Pokolenie | Sōke                                     | Shihanke                                    |
| --------- | ---------------------------------------- | ------------------------------------------- |
| 1         | Kunii Genpachirō Kagetsugu               | Matsumoto Bizen-no-kami Ki no Masamoto      |
| 2         | Kunii Gengorō Minamoto no Kagekiyo       | Kamiizumi Ise-no-kami Fujiwara no Hidetsuna |
| 3         | Kunii Yatarō Minamoto no Masateru        | Okuyama Kyūgasai Taira no Kimishige         |
| 4         | Kunii Yagorō Minamoto no Yoshitoki       | Ogasawara Genshinsai Minamoto no Nagaharu   |
| 5         | Kunii Yashirō Minamoto no Yoshimasa      | Kamiya Denshinsai Taira no Masamitsu        |
| 6         | Kunii Yahachirō Minamoto no Masaie       | Takahashi Jikiōsai Minamoto no Shigeharu    |
| 7         | Kunii Kogorō Minamoto no Masauji         | Yamada Ippūsai Fujiwara no Mitsunori        |
| 8         | Kunii Shingorō Minamoto no Ujiie         | Naganuma Shirozaemon Fujiwara no Kunisato   |
| 9         | Kunii Zenpachirō Minamoto no Takamasa    | Naganuma Shirozaemon Fujiwara no Yorihito   |
| 10        | Kunii Shinpachirō Minamoto no Yoshitsugu | Motooka Chūhachi Fujiwara no Yorihito       |
| 11        | Kunii Gentarō Minamoto no Yoshinori      | Ono Seiemon Taira no Shigemasa              |
| 12        | Kunii Taizen Minamoto no Ritsuzan        |                                             |
| 13        | Kunii Zentarō Minamoto no Ritsuzan       |                                             |
| 14        | Kunii Zendayū                            |                                             |
| 15        | Kunii Zengorō                            |                                             |
| 16        | Kunii Shinsaku                           |                                             |
| 17        | Kunii Eizō                               |                                             |
| 18        | Kunii Zen'ya Minamoto no Michiyuki       |                                             |
| 19        | Kunii Shizu                              | Seki Hugh Fujiwara no Fumitake (obecny)     |
| 20        | Kunii Michitomo                          |                                             |
| 21        | Kunii Masakatsu (obecny)                 |                                             |

Kolorem zielonym oznaczono okres unifikacji tytułów sōke i shihanke.